# 弥次㐂夛道中記
『弥次㐂夛道中記』（やじきたどうちゅうき）は、日本の小唄時代劇によるコメディ映画である。1938年（昭和13年）の日活京都撮影所製作、日活配給作品、日活とテイチクの一連の提携作品のうちの一作である。監督は当時30歳のマキノ正博、のちの巨匠・マキノ雅弘の戦前のトーキー作品である。Western Electric SOUND SYSTEM、映倫番号:S-94。

## 概要
十返舎一九の19世紀の滑稽本『東海道中膝栗毛』をベースに小国英雄が執筆したオリジナル脚本をマキノが映画化した。片岡千恵蔵の当たり役である遠山金四郎が放蕩に明け暮れる若き日、箱根の関所で出逢う旅の男（杉狂児）を鼡小僧次郎吉と知らずに旅をともにし、実際は架空の人物であるが当時の有名な旅人であったという設定の「弥次さん喜多さん」に間違えられ、京都に着いた半年後に再会の約束をするという、「弥次喜多もの」としては希有な設定をもつ。
翌1939年（昭和14年）に製作されたオペレッタ時代劇の『鴛鴦歌合戦』の原型とされるが、わずか10日で撮影所内のみの撮影で完成したという同作とは異なり、本作ではロケーション撮影がふんだんに行なわれ、またマキノが得意とするカットを刻むダイナミックな演出が随所にみられる。

## スタッフ
- 原作・脚色:小国英雄
- 監督:マキノ正博
- 撮影:石本秀雄
- 録音:海原幸夫
- 編集:宮本信夫
- 作曲・編曲・指揮:古賀政男
- 作詞:時雨音羽
- 音楽:テイチク管絃楽団

## キャスト
- 片岡千恵蔵 （遠山金四郎、「弥次さん」）
- 河部五郎 （村雨藤五郎）
- 瀬川路三郎 （目明し伝七）
- 香川良介 （遠山河内守）
- 尾上華丈 （千太、次郎吉の子分）
- 志村喬 （文太夫、金四郎の爺や）
- 林誠之助 （親分尻鍋）
- 団徳麿 （手品師、饅頭勝負に勝つ男）
- 石川秀道 （駿河屋亭主、「よっ馬の脚」と叫ぶ男）
- 藤川三之祐 （遠山相模守）
- 原駒子 （奥方お石）
- 中野かほる （お銀、次郎吉の顔見知りで胴巻きを盗んだ女）
- 比良多恵子 （お雪、三郎の姉）
- 末廣華子 （女中お仲）
- 小松みどり （茶店の婆さん）

テイチク特別出演
- 楠木繁夫 （栃面屋弥次郎兵衛）
- ディック・ミネ （喜多八）
- 美ち奴 （座頭お國）
- 服部富子 （大原女梯子賣、三条大橋で歌う）

日活夛摩川特別出演
- 杉狂児 （鼡小僧次郎吉こと和泉屋次郎吉、「喜多さん」）
- 近松里子 （おつた、幼少時に次郎吉に助けられた女）
- 悦ちゃん （三郎、お雪の弟）